# ラーミーン・レザーイヤーン
ラーミーン・レザーイヤーン・セメスカンディ（ペルシア語: رامین رضاییان سمسکندی, ラテン文字転写: Ramin Rezaeian Semeskandi, 1990年3月21日 - ）は、イラン・サーリー出身の同国代表サッカー選手。アル・スィーリーヤSC所属。ポジションはDF、MF（右サイドバック、右ウィング）。

## 来歴

### クラブ
2015年6月17日、スュペル・リグのリゼスポルからの関心が寄せられる中、ペルセポリスFCと2年契約を結んだ。2015年12月26日のパディーデFC戦では30ヤードの距離からフリーキックを叩き込んだ。
しかしAFCチャンピオンズリーグのトレーニングキャンプ中にチームメイトのアリ・アリプールと口論になり、チームの和を乱したため数週間後に懲罰的に放出された。
2017年7月9日、ジュピラー・プロ・リーグのKVオーステンデに2年契約で加入した。2017-18シーズンに25試合出場2得点を記録する。2018年8月27日、クラブの財政問題を受け契約解除に合意した。
2019-20シーズンに所属クラブであるアル・シャハニアSCはカタール・スターズリーグで最下位となり降格するが、自身はリーグ戦13得点を記録する。2020年8月22日、アル・ドゥハイルSCと2年契約を締結した。2020-21シーズン開幕以来フル出場を継続していたが、10月に新監督としてサブリ・ラムシが就任すると徐々にポジションを失う。2021年1月より半年間、アル・スィーリーヤSCへ期限付き移籍となることが発表された。

### 代表
2018 FIFAワールドカップを戦うA代表の本大会メンバーに選出された。

## 代表歴

### 出場大会
- イラン代表
  - 2018 FIFAワールドカップ
  - 2022 FIFAワールドカップ

### 試合数
- 国際Aマッチ 57試合 6得点（2015年-）[5]

| イラン代表 | 国際Aマッチ | 国際Aマッチ |
| 年         | 出場        | 得点        |
| ---------- | ----------- | ----------- |
| 2015       | 6           | 1           |
| 2016       | 9           | 1           |
| 2017       | 8           | 0           |
| 2018       | 11          | 0           |
| 2019       | 10          | 0           |
| 2020       | 0           | 0           |
| 2021       | 0           | 0           |
| 2022       | 3           | 1           |
| 2023       | 10          | 3           |
| 2024       |             |             |
| 通算       | 57          | 6           |